# Jurij Ščukin
Jurij Ivanovič Ščukin, accreditato come Yuri Schukin dalla ATP (in russo Юрий Иванович Щукин?; Kislovodsk, 26 giugno 1979), è un allenatore di tennis ed ex tennista russo naturalizzato kazako.

## Carriera
Ščukin ha vinto 8 tornei Challenger e ha raggiunto il suo best ranking ATP il 7 novembre 2007, classificandosi 119º. La sua performance più alta in un torneo Slam è stata nel 2010, quando ha raggiunto il secondo turno al Roland Garros.

## Statistiche

### Doppio

#### Finali perse (1)
| Legenda singolare         |
| Grande Slam (0)           |
| ATP World Tour Finals (0) |
| ATP Masters 1000 (1)      |
| ATP World Tour 500 (0)    |
| ATP World Tour 250 (0)    |

| Numero | Data           | Torneo                      | Superficie  | Compagno          | Avversari in finale                  | Punteggio        |
| 1.     | 15 giugno 2008 | Orange Warsaw Open, Polonia | Terra Rossa | Nikolaj Davydenko | Mariusz Fyrstenberg Marcin Matkowski | 6-0, 3-6, [10–4] |